# وانکا پرودنگتسکا
وانکا پرودنگتسکا (به لاتین: Łąka Prudnicka) یک روستا در لهستان است که در گمینا پرودنگک واقع شده‌است. وانکا پرودنگتسکا ۱٬۲۷۰ نفر جمعیت دارد.